# Piotr Wróbel (ur. 1965)
Piotr Wróbel (ur. 1965 w Częstochowie) – polski historyk, mediewista. 

## Życiorys
Ukończył IV Liceum Ogólnokształcące im. Henryka Sienkiewicza w Częstochowie. Laureat X Olimpiady Historycznej (3. miejsce). Ukończył studia historyczne na Wydziale Filozoficzno-Historycznym Uniwersytetu Jagiellońskiego. Pracę doktorską Państwa bałkańskie (Bośnia, Serbia i Dubrownik) w obliczu agresji tureckiej w latach 1444-1463, obronił 8 grudnia 1997 (promotor: Danuta Quirini-Popławska). Stopień doktora habilitowanego uzyskał na podstawie rozprawy Dubrownik w latach 1358-1526. Organizacja przestrzeni (kolokwium - 27 maja 2011). Kierownik Zakładu Historii Powszechnej Średniowiecznej Instytutu Historii UJ. Od 2012 roku zastępca dyrektora ds. studenckich w Instytucie Historii UJ, od 1 września 2020 dyrektor Instytutu Historii UJ. Członek Komisji Bałkanistyki przy Oddziale Polskiej Akademii Nauk w Poznaniu. Zajmuje się historią basenu Morza Śródziemnego w średniowieczu, państwami zachodnich Bałkanów w średniowieczu, ekspansją Turków Osmańskich, historią Dubrownika i Dalmacji oraz stosunkami religijnymi na Bałkanach w wiekach średnich.

## Wybrane publikacje
- Krzyż i Półksiężyc. Zachodnie Bałkany wobec Turcji w latach 1444-1463, Kraków: "Historia Iagellonica" 2000.
- Filip de Diversis, Opis Dubrownika. Situs aedificiorum politiae et laudabilium consuetudinum inclytae civitatis Ragusii,  tł., wstęp i przypisy Piotr Wróbel i Jacek Bonarek, Kraków: Towarzystwo Wydawnicze "Historia Iagellonica" 2004.
- Benedykt Cotruglio, Księga o sztuce handlu, tł., wstęp i przypisy Piotr Wróbel i Jacek Bonarek, Kraków: Towarzystwo Wydawnicze "Historia Iagellonica" 2007.
- Dubrownik w latach 1358-1526. Organizacja przestrzeni, Kraków: Towarzystwo Wydawnicze "Historia Iagellonica" 2010.